# Din Bevægelse
Din Bevægelse (Polsk: Twój Ruch) er et polsk, socialliberalt og antiklerikalisk parti. Partiet blev grundlagt af Janusz Palikot, et tideligere medlem af den polske Sejm for Borgerplatformen, i oktober 2010 under navnet Palikot's bevægelse (polsk: Ruch Palikota).
Partiet vedtog sit nuværende navn og program den 6. oktober 2013.